# الزعرورة (ريوخة)
الزَّعرُورَة هي قرية في مقاطعة ومجتمع مستقل من ريوخة ، إسبانيا .  اعتبارًا من عام 2019 كان عدد سكانها 25 شخصًا. 